# Пак, Джей
Пак Джэбом (кор. 박재범, англ. Park Jae-beom; род. 25 апреля 1987, Эдмондс, штат Вашингтон, США), более известный как Джей Пак (англ. Jay Park) — американо-корейский хип-хоп-исполнитель, певец, танцор и музыкальный продюсер. Участник танцевальной команды Art of Movement по брейк-дансу, основанной в Сиэтле. 
Основатель и генеральный директор южнокорейских независимых хип-хоп-лейблов AOMG и H1ghr Music. В августе 2017 года Пак объявил о партнёрстве с компанией Jay-Z, Roc Nation, став первым исполнителем азиатского происхождения, подписавшим контракт с этим лейблом.
Пак считается одной из главных фигур, массово популяризировавших хип-хоп в Южной Корее.

## Ранние годы
Пак Чэбом родился в городе Эдмондс, штат Вашингтон, США. С раннего возраста интересовался хип-хоп-музыкой и брейк-дансингом, в школе начал писать рэп-лирику. В средней школе стал одним из первых участников би-бой команды Art of Movement. В 2004 году мама, видя, как он всё больше времени проводит за брейк-дансингом, нежели за учёбой, предложила ему принять участие в кастинге для южнокорейского агентства JYP Entertainment. Вскоре Пак приехал в Корею в январе 2005 года и продолжил своё обучение танцам, рэп-исполнению, пению и корейскому языку.

## Карьера

### 2008—2009: 2PM
Джей Пак пришёл к славе в качестве лидера южнокорейского бой-бэнда 2PM, который был сформирован компанией JYP в 2008 году. В сентябре 2009 года вернулся в Сиэтл после инцидента с его комментариями о Корее, которые были вырваны из контекста и поняты неправильно. Официально покинул группу в 2010 году.

### 2010: YouTube карьера и сольный дебют
15 марта 2010 года Джей Пак создал свой собственный канал на YouTube под названием «jayparkaom» и загрузил своё видео кавер-версию хита «Nothin’ on You», в которую он добавил свой рэп и слова. Видео посмотрели более двух миллионов пользователей менее, чем за сутки. Оригинальный трек сразу попал на первые строчки корейских чартов, вытеснив к-поп, таких как Dosirak, Melon, Mnet, Bugs, и Soribada, общие продажи которого составили $300,000. 15 июня 2010 года B.o.B выпустил в Южной Корее песню «Nothin' on You» при участии Джея, который заменяет вокал Бруно Марса. Его кавер на YouTube помог сыграть большую часть успеха песни в Корее, было продано более 5 миллионов копий. Джей впоследствии поблагодарил своих поклонников за их поддержку и продолжал призывать их не ненавидеть оставшихся членов 2PM.
3 апреля Джей вместе с другими участниками Art of Movement выступили на ежегодном корейско-американском фестивале «Project Korea III: KSA Cinderella Story» в Университете Ратгерса (Нью-Джерси) при участии Эйли и Clara C. На различные сайты и интернет-порталы были загружены видео с этого мероприятия, которые вызвали большой интерес к Джею, выступающего в качестве MC и танцующего под сингл Бейонсе «Single Ladies (Put a Ring on It)». 24 апреля Dumbfoundead выпустил бесплатный трек под названием «Clouds» с участием Джея и Clara C на своём сайте.
18 июня по возвращении Джея в Корею для съёмок в фильме «Hype Nation», где он играл одну из главных ролей, в Международном аэропорту Инчхон собралась крупнейшая толпе поклонников когда-либо посещавшая аэропорт. «Пак Чэбом вернулся» стал самым крупным заголовком в Корее в тот день, а «JayIsBack» сразу же поднялся на трендах в Twitter 18 июня в 9:30 GMT. В июле Джей впервые встретился с корейскими СМИ для интервью, рассказывающего о его текущей деятельности, также было раскрыто, что его сингл «Demon» будет включён в оригинальный саундтрек к фильму «Hype Nation».
16 июля было сообщено, что Джей подписал контракт с SidusHQ для продвижения его сольной актёрской и певческой деятельности в Корее. 13 июля Джей выпустил EP под названием «Count on Me» (кор.: 믿어줄래), содержащий 3 трека, включая корейскую версию «Nothin' on you». Английские и корейские тексты были написаны самим Джеем. Песня сразу же заняла первое место на музыкальных чартах Cyworld и Bugs, а также на других музыкальных сайтах, таких как Monkey3, Soribada, Dosirak и Melon в течение часа после её выпуска. В первый день релиза EP было продано 21 989 физических копий, заняв первое место в продажах и седьмое — в общем рейтинге альбомов, выпущенных с начала года по 13 июля. Без какой-либо рекламы на музыкальных шоу продано более 41 316 копий и EP занял 32 место в чарте Gaon в конце года, заработав приблизительно 700 миллионов.
Джей начал работать с певцом, продюсером и членом AOM, ЧаЧа Мелоном над выпуском песни «Bestie» на корейском и английском языках и дуэтным синглом «Speechless». Также Джей начал сотрудничать с рэперами Dok2 и The Quiett из Illionaire Records, назвав партнёрство «AOM&1llionaire».
5 сентября Парк принял участие в третьем международном концерте International Secret Agents, который состоялся в Серритосе (Калифорния), вместе с известными знаменитостями YouTube, такими как Ryan Higa, KevJumba, AJ Rafael, Alyssa Bernal, Far East Movement и чемпионами 5 сезона Короли танцпола Poreotix. Выступление Джея получило много положительных отзывов.
Джей был приглашён для съёмок в главной роли в корейском фильме Mr. Idol вместе с другом и коллегой по SidusHQ актёром Ким Су Ро. Джей также был одним из исполнителей наряду с SE7EN, Тхэян и Musiq Soulchild на концерте Seoul Soul Festival, который состоялся 10 октября в Военном мемориале Республики Корея. Джей и Musiq Soulchild исполнили песню «Love» на фестивале. В декабре Джей провёл благотворительный концерт под названием «White Love Party Concert» при участием Supreme Team и Dok2. Джей и Art of Movement выступили на концерте «Fever Seoul Live» вместе с Dumbfoundead, David Choi и несколькими международными би-боями.

### 2011:Take a Deeper Look,прорыв
В январе 2011 года Джей был признан победителем в номинации «Лучшее интернет-видео» за песню «Nothin` on You» и также номинирован на «Личность, которую нужно фолловить в Твиттере». В феврале Джей записал два видео с женской группой 5Dolls под названием «Lip Stains» и «It`s You». Он открывал концерт американского репера Ни-Йо для «2011 Hyundai Mall 40th Anniversary Concert» в Сеуле. Также он выступал с Ни-Йо на благотворительном концерте для детей, которые хотят стать музыкантами, в Сеуле. В марте Джей победил в особенной категории «Награда объединяющему людей». На этом же мероприятии он был номинирован на «Знаменитость».
Первый его мини-альбом Take a Deeper Look, в который входил заглавный сингл «Abandoned», был выпущен в апреле 2011 и стал мультиплатиновым в Южной Корее. Take a Deeper Look дебютировал под номером 3 в Billboard World Album Charts и занял 26-е место в чартах альбомов Billboard Heatseekers. Он стал первым, кого признали победителем как дебютировавшего исполнителя, и вручили ему награду KBS` Music Bank за композицию «Abandoned», также он был единственным соло-артистом, который выиграл награду «Композиция года» на церемонии Golden Disk Awards. Позже в 2011 выходят такие композиции как «Demon» (номер 14 в Gaon chart и номер 8 в iTunes R&B/Soul Chart), «Girlfriend» (номер 28 в Gaon chart), «Star» (достиг первого места на различных сайтах, таких как Bugs, Olleh Music и Soribada, находясь на вершине других хит-парадов музыкальных сайтов). Трек «Demon» был написан Teddy Riley и первоначально предназначался для Майкла Джексона. Это ост к фильму «Hype Nation», рэп-часть написал сам Джей. Также Джей принимает участие в корейском фильме «Mr.Idol» и присоединяется к команде шоу KBS Immortal Songs 2. В конце 2011 Джей выпускает предшествующий его первому полноформатному альбому мини-альбом New Breed Part 1.

### 2012:New BreedиFresh Air: Breathe It
В феврале 2012 года Джей выпускает первый полноформатный альбом New Breed с заглавной песней «Know Your Name», который быстро занял первые места в чартах Южной Кореи и во всём мире, он стал мультиплатиновым меньше, чем за неделю. Джей провёл свой первый сольный концерт New Breed Live в Сеуле 3 марта в Olympic Hall (Олимпийский парк). Джей успешно провёл второй концерт New Breed Asia Tour in Seoul в Сеуле 18 августа, и в отличие от первого, который проводился в марте, у этого не было возрастных ограничений. 23 апреля Джей был выбран в качестве посла 2012 R-16 Korea Корейской организацией по туризму. В мае Джей был хедлайнером тура Тhe Verzion APAHM Tour в США, включая концерты в Вашингтоне, Нью-Йорке, Сан-Франциско и Лос-Анджелесе, а в июле закрывал концерт MTV Word Stage Live в Малайзии, вместе с канадским поп-певцом Джастином Бибером, корейской женской группой Kara и малайзийской певицей Mizz Nina. Джей также провёл сольные концерты в Сиднее и Мельбурне в конце сентября.
16 мая Джей выпустил микстейп на английском Fresh A!r: Breathe !t, который стал первым азиатским микстейпом, получившим золотой статус на сайте DatPiff.
C июля на его YouTube-канале стало выходить шоу Jay Park TV. Так же в 2012 он вернулся в шоу KBS Immortal Songs 2, стал постоянным актёром в шоу Come to Play.
В ноябре Джей записал сингл «If You Love Me» совместно с корейской певицей NS Yoon-G. Вскоре после этого вышло видео с хореографией. Он также принял участие в шоу Saturday Night Live Korea и привлёк внимание своими пародиями, скетчами и шутками. Он пародировал видео Эминема Love the Way You Lie и этим заработал наивысшие рейтинги для шоу.

### 2013: сингл «Joah»,SNL Korea, запуск хип-хоп лейбла «AOMG»
В начале 2013 Джей стал постоянным актёром в Saturday Night Live Korea. В первом эпизоде SNL Джей привлёк внимание своей пародией на фильм Holiday. Джей получил награду «Музыкант года» на церемонии Korean Music Awards. В феврале вышел клип «Appetize», в апреле «1Hunnit» и «Joah». На свой 26-й день рождения Джей выпустил видео «Welcome» с рейтингом 19+. В марте Джей снялся для журнала «Men`s Health Korea», и его обложка была признана лучшей за 7 лет. Джей в третий раз присоединился к Immortal Songs 2. Он провёл свой первый европейский тур Jay Park First European Tour, концерты прошли в Лондоне и Амстердаме. 3 мая стало известно, что Джей будет участвовать в создании саундтрека к фильму После нашей эры. Трек «I Like 2 Party» он сочинил сам по просьбе актёра Уилла Смита. В это же время его в третий раз назначили международным послом би-бой культурного фестиваля К-16 Koreа. В июле Джей выпустил EP I Like 2 Party, состоящий из 4 треков: «Hot», «Secret», «Let`s Make Up», «I like 2 Party», а также видео на эту заглавную песню.
Осенью Джей открывает свой собственный хип-хоп лейбл AOMG, в который вошли продюсеры и артисты с андеграунд-сцены.

### 2014: рост AOMG иEvolution
В апреле 2014 Джей был выбран в качестве хореографа второго сезона Dancing 9, первого корейского шоу танцев на выживание. Его команда выиграла сезон. Также в апреле вышел первый его клип уже под собственным лейблом «Metronome». Джей и артисты его лейбла снялись в документальном шоу канала Mnet «The 4 Things Show». Также Джей продолжал сниматься в SNL Korea. В августе вышли клипы на «The Promise» и «So Good». Треки вошли во второй полноформатный альбом «EVOLUTION», который вышел в сентябре и состоял из 17 треков, включая ремиксы на его предыдущие синглы. После выхода альбома Джей доказал, что он не айдол, а готовый артист и директор собственного лейбла, избавившись навсегда от ярлыка айдола. Уже в ноябре его лейбл отправился в первый тур по Америке — AOMG 2014 USA TOUR, концерты прошли в Лос-Анджелесе, Нью-Йорке и Вашингтоне, это стало началом головокружительного успеха лейбла.

### 2015: SMTM иWordwide
Зимой 2015 стало известно, что Джей и его подопечный артист Локо станут продюсерами 4 сезона нашумевшего хип-хоп шоу Show Me the Money. Благодаря шоу лейбл AOMG закрепил свой успех в Корее. В мае вышел клип «Mommae», это было новым взрывом в карьере Джея. Клип вызвал неоднозначное мнение, впервые корейцы увидели такой провокационный хип-хоп. Песня, как и клип, были забанены на всех телеканалах и радиостанциях, но это в итоге не помешало стать самым просматриваемым клипом Джея на Ютубе. Джей впервые появился на популярном шоу Running Man. Летом выходят клипы на R&B треки «Мy Last» и «Solo». Джей прекращает деятельность в шоу SNL Korea. С продюсером Чача Мелоном Джей появляется в одном из эпизодов второго сезона шоу Unpretty Rapstar. В ноябре выходит долгожданный уже третий полноформатный альбом «₩orld ₩ide» в жанре хип-хоп. Этот альбом собрал в себе 18 треков, но что самое примечательное для этого альбома, Джей сотрудничал с 22 рэперами из разных хип-хоп лейблов Кореи. Критики хорошо отозвались об альбоме, альбом попал на 5 строчку чарта Billboard World Albums. Альбом попал в Album Chart Top-100 самых продаваемых альбомов (физ.продажи) за 2015 на GAON. В альбом также вошли треки, которые были исполненные ещё на шоу «Show Me the Money». Он выпустил клипы «You Know», «Boss» и другие. Джей выбрал интересную стратегию: в одном клипе совместить два трека, что не свойственно в музыкальной индустрии. Джей вместе с Локо появился на шоу Witch Hunt.

### 2016: AOMGFollow The Movement 2016Tour иEverything you wanted
В 2016 Джей появляется на шоу King of Mask Singer, где получил положительные отзывы за своё выступление. В конце января AOMG проводят первый корейский тур лейбла, AOMG «Follow The Movement», в Сеуле, Тэгу и Пусане. В феврале лейбл AOMG получает награду «Лейбл года» на HipHopPlaya Awards 2015. В марте Джей выпускает «All I Wanna Do», пред-релизный трек с грядущего англоязычного мини-альбома «EVERYTHING YOU WANTED», который должен выйти в июне. Также выходит мультипликационный клип на англоязычный сингл «The truth is». В апреле прошёл второй концертный тур AOMG в Америке, AOMG «Follow The Movement» U.S., который уже охватывал восемь крупных городов США, начиная от Нью-Йорка и заканчивая Сан-Франциско. Тур прошёл более, чем успешно. В июне Джей принимает участие в корейско-китайском музыкальном шоу «The Collaboration», которое транслировалось сразу в двух странах. Также вместе с мемберами AOMG он был гостем в одном из эпизодов SNL Korea. В июле совместно с Ugly Duck Джей выпускает мини-альбом «$cene $tealers», в который вошли 5 треков, и выпускает клипы на «Ain’t No Party Like an AOMG Party» и «Put’em Up». В альбоме приняли участия американские продюсеры и азиатско-американская группа Far East Movement. В день релиза альбом занимал 1 позицию в HipHop/Rap iTunes Chart в 6 странах, в США — #14. Вошёл в ТОП 40 HipHop/Rap альбомов на Itunes Сharts США на 13 позицию. Альбом в американском чарте Billboard World Albums занял 8 позицию.
В сентябре Джей выпускает 2 англоязычных трека «Aquaman» и «Me Like Yuh». А уже в октябре выходит полноформатный R&B альбом «Everything You Wanted», он должен был быть англоязычным, но Джей включил в него и корейские треки. Это первый альбом в к-поп, который совмещает в себе треки на двух языках. Для танцевального клипа «All I Wanna Dо» Джей сотрудничал с танцевальной студией 1MILLION. Альбом был на первых строчках в iTunes R&B Charts в 12 странах мира, в том числе и в России. Вошёл в ТОП 40 R&B альбомов на Itunes Сharts США на 3 позицию. Альбом попал на 3 строчку чарта Billboard World Albums и вошёл в Album Chart Top-100 самых продаваемых альбомов (физ.продажи) за 2016 на GAON. В течение всего года Джей был рекламным лицом спортивного бренда UMBRO.

### 2017: запуск международного лейбла H1GHR MUSIC RECORDS
В начале года Джей получил награды «Артист года» и «R&B альбом года» на двух значимых премиях: Korean Hip-Hop Awards и Korean Music Awards. Участвовал в спортивном шоу «Buzzer Beater». В марте Джей открывает год хип-хоп-релизом «Hulk Hogan», а в апреле уже выпускает новый клип на «Raw Sh!t» и в мае клип на «Hulk Hogan», которые были сняты в его родном городе Сиэтле. В апреле стало известно, что Джей совместно с Dok2 из 1llionaire Records будут командой продюсеров в 6 сезоне хип-хоп шоу Show Me the Money.
В мае Джей и Чача Мелон официально объявили о своём глобальном хип-хоп-лейбле H1GHR Music Records и представили ряд корейских и американских исполнителей. В настоящее время в лейбле представлен ряд корейских хип-хоп-исполнителей и музыкальных продюсеров: Sik-K, pH-1, Groovy Room и Woogie, а также американские: Yultron, Avatar Darko, Raz Simone, Jarv Dee и Phe R.E.D.S. H1GHR Music Records провели официальную презентацию в рамках фестиваля Upstream Music Festival + Summit 2017 в Сиэтле, который состоялся в последний день фестиваля (13 мая 2017 года).

### 2018 – наст. время:Ask Bout Me,The Road Less Traveled, This Wasn't Supposed To HappenandThe Rap of China
В мае 2018 года Джей выпустил свой первый официальный сингл под лейблом Roc Nation «SOJU» с участием 2 Chainz. 20 июля 2018 года Пак выпустил свой дебютный американский проект, англоязычный мини-альбом под названием Ask Bout Me. Наряду с «SOJU», в мини-альбоме из семи треков приняли участие несколько известных американских рэперов, таких как Rich the Kid и Вик Менса, а также музыканты AOMG и H1ghr, такие как Ча Ча Мэлоун и GroovyRoom. 7 июня 2019 года Пак выпустил свой пятый студийный сольный альбом The Road Less Traveled. В альбом вошли песни Jay Electronica и Higher Brothers. В ноябре 2019 года Джей Пак выпустил совместный мини-альбом с американским продюсером Hit-Boy под названием This Wasn't Supposed To Happen. Названный в честь неожиданного характера сотрудничества дуэта, альбом This Wasn't Supposed To Happen стал вторым релизом Пака на лейбле Roc Nation, и ему предшествовал их сингл «K-Town». Месяц спустя Пак сотрудничал с латиноамериканским артистом и коллегой по Roc Nation Моцартом Ла Пара для сингла «Son Malas». На оба сингла были сняты музыкальные клипы.
Пак выступил в качестве первого в истории приглашенного судьи не китайского происхождения в четвертом сезоне шоу «Рэпер Китая», который впервые вышел в эфир 14 августа 2020 года. Его появление на телевизионном рэп-конкурсе было встречено неоднозначно, вызвав негативную реакцию со стороны некоторых китайских зрителей, которых возмутило появление в шоу не китайца, и со стороны корейских зрителей, которых возмутил тот факт, что Пак решил появиться в китайском шоу, а не в аналогичном южнокорейском шоу «Деньги на бочку». 31 декабря 2021 года Пак ушел с поста генерального директора AOMG и H1gher Music, но остался советником обеих компаний.
3 марта 2022 года Пак основал новый лейбл под названием More Vision. В июле Пак выпустил альбом Need To Know, который выйшел 12 июля 2022 года. Позже в том же месяце было объявлено, что Пак примет участие в фестивале хип-хопа Playa Festival 2022, который состоится 17-18 сентября. 16 августа было объявлено, что Пак опубликовал тизер их новой песни «Bite», релиз которой состоится 18 августа. В ноябре 2022 года Пак был назван одним из мужчин года по версии GQ Korea.

## Артистизм

### Влияния
Музыка Пака уходит своими корнями в R&B и хип-хоп, а точнее, в 90-е годы. На него повлияло творчество американских артистов, на которых он вырос, слушая, таких как Ашер, Майкл Джексон, Ни-Йо, Крис Браун, Ginuwine, Musiq Soulchild, Джастин Тимберлейк, Эминем, Jay-Z, Нас, Тупак, Доктор Дре и Canibus. Парк считает Ашера своим кумиром и одним из самых влиятельных людей, оказавших на него влияние, которого он начал слушать в 6-м классе. Он также называет Майкла Джексона своим образцом для подражания, поскольку «он лучший». Он называет Ашера и Майкла Джексона певцами и танцорами, которые влияют на него вокально и танцевально, поскольку он пытается подражать им, просматривая их музыкальные клипы. В 2012 году Пак также ссылался на Криса Брауна как на источник вдохновения, и хотел «стать певцом, который мог бы хорошо петь и читать рэп, как [он]». Пак начал слушать хип-хоп музыку, когда учился во втором классе, после того, как один из его двоюродных братьев дал ему послушать «Regulate» Уоррена Джи. В целом, Пак заявил, что он «на самом деле слушает музыку не для того, чтобы черпать вдохновение, я слушаю музыку, потому что я слушаю музыку, но я действительно получаю вдохновение, когда слушаю музыку, это определенно помогает».
В своих танцах Пак выделяет Art of Movement, Skill Methods и Massive Monkees в качестве би-бой команд, которые оказывают на него влияние. Он также цитирует Эндрю Батерину из SoReal Cru; участников Movement Lifestyle Кеона Мадрида, Лайла Бенигу и Шона Эваристо; Иэна Иствуда и Twitch. Пак также вдохновлен тайваньско-американским игроком НБА Джереми Лином, который говоря, что Лин «был вне поля зрения, а теперь он играет с лучшими из лучших. Люди не могут ненавидеть его, даже если захотят, потому что он такой хороший. Вот каким должен быть К-поп-звезда в Америке, если он хочет добиться успеха. Они должны быть настолько хороши во всех отношениях, что даже если люди будут ненавидеть их, они ничего не смогут сказать».

### Музыкальный стиль
Музыка Джей Пака, как правило, представляет собой современный R&B и хип-хоп, но он также включает в свои песни поп, танцевальную, соул, электронную и акустическую музыку. До дебюта в 2PM Пака учил вокалу бывший участник SOLID и известный R&B исполнитель Ким Йохан, который также известен как тренер по вокалу многих айдолов в индустрии. Ким далее сказал, что «[Пак] обладает привлекательным и уникальным голосом» и «определенно выделяется среди остальных». Пак начал писать рэп-тексты в восьмом классе. С тех пор как он стал сольным исполнителем, он полностью контролирует свою музыку: он пишет и композирует свои собственные песни, продюсирует свои альбомы, выбирает людей, с которыми хочет работать, и участвует в мастеринге и сведении своих песен, что почти неслыханно для певца в корейской музыкальной индустрии. Пак говорит, что он хочет, чтобы люди не только писали хиты, но и слушали его стиль музыки, чтобы они слушали музыку, «звучащую как у Джей Пака». Свободно владея английским и корейским языками, Пак пишет песни на этих двух языках. Он признает, что ему легче писать песни на английском, чем на корейском, в подростковом возрасте он начал изучать корейский язык. В 2011 году Пак заявил, что музыка, которую он в настоящее время создает, - это «музыка, которую я хотел делать» до его ухода из 2PM. Его музыкальный процесс начинается с прослушивания большого количества битов, присланных различными продюсерами, пока он думал о том, какую песню он хочет написать, и в конце концов составил краткий список потенциальных битов для работы/ Затем Пак работает над мелодией песни, а также над идеями и текстом. Сначала он пишет припев к песне и, наконец, куплеты. Пак вдохновляется всем, когда пишет песни: «просто слушает хорошие песни, видит хорошее живое исполнение, хорошо общается с людьми. Просто повседневная жизнь». На некоторые песни Пака повлияли песни других исполнителей, например, его песня «Turn Off Your Phone» (전화기를 꺼놔) из его альбома New Breed была вдохновлена хитом Лисанга «Turn Off the TV...». (TV를 껐네 с их 7-го альбома Asura Balbalta.

## Личная жизнь
8 марта 2020 года на Брайана Ортегу было подано заявление в полицию за то, что он якобы дал пощечину Паку, который является хорошим другом бойца UFC в полулегком весе Чон Чхан Сона (также известного как «Корейский зомби») и служит его переводчиком. Предположительно, пощечина была получена, когда Чон пошел в туалет на UFC 248.
Пак билингв, свободно владеет английским и корейским языками и может говорить на базовом китайском.

### Благотворительность
8 марта 2022 года Пак пожертвовал 50 миллионов вон Ассоциации помощи пострадавшим от стихийных бедствий «Мост Надежды», чтобы помочь жертвам массовых лесных пожаров, которые начались в Ульджине, Кенбук, а также распространились на Самчок, Канвондо. 12 августа 2022 года Пак пожертвовал 100 миллионов вон на помощь пострадавшим от наводнения в Южной Корее в 2022 году через Корейскую ассоциацию помощи пострадавшим от стихийных бедствий «Мост Надежды».

## Дискография

### Студийные альбомы
| Название              | Детали | Рейтинг  | Рейтинг | Рейтинг  | Продажи       |
| Название              | Детали | KOR Gaon | US Heat | US World | Продажи       |
| --------------------- | --- | -------- | ------- | -------- | ------------- |
| New Breed             | - Язык: корейский - Дата выхода: 7 февраля 2012 г. - Лейблы: SidusHQ, Universal Music - Формат: CD, цифровая загрузка  | 1        | 16      | 4        | - KOR: 76 829 |
| Evolution             | - Язык: корейский - Дата выхода: 1 сентября 2014 г. - Лейблы: SidusHQ, AOMG - Формат: CD, цифровая загрузка            | 3        | —       | 5        | - KOR: 33 512 |
| ₩orld ₩ide            | - Язык: корейский - Дата выхода: 5 ноября 2015 г. - Лейблы: AOMG, CJ E&M - Формат: CD, цифровая загрузка               | 4        | —       | 5        | - KOR: 32 776 |
| Everything You Wanted | - Язык: корейский, английский - Дата выхода: 20 октября 2016 г. - Лейблы: AOMG, CJ E&M - Формат: CD, цифровая загрузка | 5        | —       | 3        | - KOR: 23 027 |

### Мини-альбомы
- 2010: Count on Me
- 2011: Take a Deeper Look
- 2011: New Breed Part 1
- 2016: Scene Stealers (с Ugly Duck)

### Микстейпы
- 2012: Fresh A!r: Breathe !t

### OST
| Год  | Название                                                     | Песня                         | Канал |
| ---- | ------------------------------------------------------------ | ----------------------------- | ----- |
| 2007 | Королевский двор: тайна заговора - Дата выпуска: 9 июля 2007 | «正(정)» (Чон)                | SBS   |
| 2011 | Обман нации 3D                                               | «Demon»                       |       |
| 2011 | Мистер Айдол                                                 | «Summer Dream» (Mr. Children) |       |
| 2012 | Принц с чердака - Дата выпуска: 19 апреля 2012               | «해피엔딩» (Happy Ending)     | SBS   |
| 2013 | Она – просто нечто - Дата выпуска: 30 мая 2013               | «발칙한 녀» (Rude Girl)       | tvN   |
| 2015 | О мой призрак - Дата выпуска: 14 августа 2015                | «아이즈» (Eyes)               | tvN   |

## Награды и номинации

### Mnet Asian Music Awards
| Год  | Номинируемая работа | Категория                                      | Результат |
| ---- | ------------------- | ---------------------------------------------- | --------- |
| 2011 | Abandoned           | Лучшее танцевальное выступление — Соло         | Номинация |
| 2011 | Abandoned           | Песня года                                     | Номинация |
| 2013 | Joah                | Лучшее танцевальное выступление — Мужское соло | Номинация |
| 2015 | MOMMAE              | Лучшее рэп выступление                         | Номинация |
| 2015 | MOMMAE              | Песня года                                     | Номинация |

### Golden Disk Awards
| Год  | Номинируемая работа | Категория                     | Результат |
| ---- | ------------------- | ----------------------------- | --------- |
| 2012 | Take a Deeper Look  | Дисковый Понсан (Запись года) | Победа    |
| 2013 | New Breed           | Лучший дисковый альбом        | Номинация |
| 2013 | Джей Пак            | Награда за популярность       | Номинация |

### Korean Hip Hop Awards
| Год  | Номинируемая работа                              | Категория                     | Результат |
| ---- | ------------------------------------------------ | ----------------------------- | --------- |
| 2017 | Джей Пак                                         | Артист года                   | Победа    |
| 2017 | Everything You Wanted                            | R&B Альбом года               | Победа    |
| 2017 | «All I Wanna Do (K)» (Feat. Hoody & Loco)        | R&B трек года                 | Номинация |
| 2017 | «Ain’t No Party Like a AOMG Party» (с Ugly Duck) | Хип-хоп трек года             | Номинация |
| 2017 | «City Breeze» (with Kirin)                       | Лучшая совместная работа года | Номинация |

### Korean Music Awards
| Год  | Номинируемая работа                       | Категория                                      | Результат |
| ---- | ----------------------------------------- | ---------------------------------------------- | --------- |
| 2013 | New Breed                                 | Лучший R&B & Соул альбом                       | Номинация |
| 2013 | Джей Пак                                  | Музыкант года по опросу интернет-пользователей | Победа    |
| 2015 | Evolution                                 | Лучший R&B & Соул альбом                       | Номинация |
| 2015 | «Ride Me» (올라타)                        | Лучшая R&B & Соул песня                        | Номинация |
| 2015 | Джей Пак                                  | Музыкант года по опросу интернет-пользователей | Победа    |
| 2017 | Everything You Wanted                     | Лучший R&B & Соул альбом                       | Победа    |
| 2017 | «All I Wanna Do (K)» (Feat. Hoody & Loco) | Лучшая R&B & Соул песня                        | Номинация |
| 2017 | «City Breeze» (с Kirin)                   | Лучшая R&B & Соул песня                        | Номинация |
| 2017 | Джей Пак                                  | Музыкант года                                  | Победа    |